# Wipeout (videójáték)
A Wipeout vagy WipEout egy versenyzős videójáték, melyet a Psygnosis fejlesztett és adott ki 1995-ben PlayStation, Sega Satrun és MS-DOS rendszerekre. 2007. március 8-án a játékot újból kiadták PlayStation Portable-re.
A játék 2052-ben játszódik, ahol az F3600 nevű antigravitációs versenyligában mamutvállalatok és konzorciumok pilótái mérik össze ügyességüket a versenypályákon.

## A játék kiadása
A játékot a Sony Playstation játékkonzollal együtt vezették be az európai piacra 1995 szeptemberében és ez volt az egyetlen nem-japán fejlesztésű játék mely akkor megjelent. Két hónappal később, novemberben az Egyesült Államokban is megjelent. A játék a toplisták élére tört 1,5 millió eladott példánnyal Európában és az Államokban. A játékban számos nem mainstream-nek számító dance előadó száma volt hallható, valamint a játék belső dizájnjáról a The Designers Republic gondoskodott. A játékot kimondottan „divatosnak” tervezték az idősebb korosztály számára.

## Csapatok a játékban
A játékos négy csapat közül, a csapaton belül pedig két pilóta közül választhat. Minden csapat versenyjárműve más-más tulajdonságokkal rendelkezik. Egyesek robusztusabb és nehezebb gépek, mások könnyűek és gyorsak.
- AG Systems
  - John Dekka (vezérpilóta)
  - Daniel Chang
- Auricom
  - Arial Tetsuo (vezérpilóta)
  - Anastasia Cherovoski
- Qireж
  - Kel Solarr (vezérpilóta)
  - Arian Tetsuo
- FEISAR Consortium (Federal European Industrial Science And Research)
  - Sophia de la Renté (vezérpilóta)
  - Paul Jackson

## Fegyverek és kiegészítők
- Homing Missile – hőkövető rakéta: a rakéta a kilövés után követi az ellenfél járművét
- Rocket – rakéta: közönséges rakéta, egyenes irányban halad
- Shock-Wave – sokkhullám: követi az ellenfél járművét és megbénítja azt
- Mines – aknák: a jármű hátul bocsátja ki őket
- Shield – pajzs: aktiválástól számított pár másodpercre sebezhetetlenné teszi a járművet
- Turbo Boost – turbó: nagy sebességre gyorsítja a járművet

## Versenypályák
- Altima VII – Kanada
- Karbonis V – Japán
- Terramax – Németország
- Korodera – Oroszország
- Aridos IV – Egyesült Államok
- Silverstream – Grönland
- Firestar (rejtett pálya) – Mars

## Zeneszámok
- CoLD SToRAGE – Cairodrome
- CoLD SToRAGE – Cardinal Dancer
- CoLD SToRAGE – Cold Comfort
- CoLD SToRAGE – Doh T
- CoLD SToRAGE – Messij
- CoLD SToRAGE – Operatique
- CoLD SToRAGE – Whip it up
- TransNation – Reversal Eye
- CoLD SToRAGE – Transvaal
- the Future Sound of London – Landmass
- the Prodigy - Firestarter (instrumental)
- Rob Lord & Mark Bandola – Brickbat (PC/Saturn exkluzív)
- Rob Lord & Mark Bandola – Planet 9 (PC/Saturn exkluzív)
- Rob Lord & Mark Bandola – Poison (PC/Saturn exkluzív)
- Leftfield – Afro-Ride (PlayStation PAL exkluzív)
- Chemical Brothers – Chemical Beats (PlayStation PAL exkluzív)
- Orbital – Petrol (Wipeout mix) (PlayStation PAL exkluzív)

### Audió-CD
A játék zenéje külön audió-CD-n is megjelent.